# Fundusz pasywny
Fundusz pasywny – fundusz inwestycyjny, którego celem jest wierne naśladowanie danego benchmarku, czyli portfela wzorcowego. Taki wzorzec może reprezentować cały rynek akcji, obligacji bądź surowców, albo wybraną jego część. Na rynkach zagranicznych przykładem benchmarku może być indeks S&P 500, MSCI World, a na polskim np. indeks dużych spółek WIG20, małych spółek sWIG80 czy indeks obligacji skarbowych Treasury Bond Spot Poland (TBSP).
Celem funduszy pasywnie zarządzanych jest dostarczenie stopy zwrotu najbardziej zbliżonej do wyniku benchmarku, bez względu na to, czy ten zyskuje, czy traci. Dzięki temu fundusze pasywne dają inwestorom możliwość ekspozycji na wybrany rynek. 